# Sophia Biolay
Sophia Biolay (* 3. Juli 2001) ist eine französische Tennisspielerin.

## Karriere
Biolay spielt bislang vorrangig Turniere der ITF Women’s World Tennis Tour, wo sie bislang einen Titel im Einzel und zwei im Doppel gewinnen konnte.

### College Tennis
Seit 2021 spielt Sophia Biolay für die Damentennismannschaft der Knights der University of Central Florida.

## Turniersiege

### Einzel
| Nr. | Datum           | Turnier     | Kategorie | Belag | Finalgegnerin | Ergebnis      |
| --- | --------------- | ----------- | --------- | ----- | ------------- | ------------- |
| 1.  | 1. Oktober 2023 | Hilton Head | ITF W15   | Sand  | Wakana Sonobe | 4:6, 6:2, 6:4 |

### Doppel
| Nr. | Datum             | Turnier   | Kategorie | Belag             | Partnerin         | Finalgegnerinnen                       | Ergebnis |
| --- | ----------------- | --------- | --------- | ----------------- | ----------------- | -------------------------------------- | -------- |
| 1.  | 19. Juni 2021     | Monastir  | ITF W15   | Hartplatz         | Emmanuelle Girard | Aleksandra Wierzbowska Joanna Zawadzka | 6:2, 6:1 |
| 2.  | 11. November 2023 | Champaign | ITF W15   | Hartplatz (Halle) | Stefani Webb      | Raquel Gonzalez Vilar Ayumi Miyamoto   | 7:5, 6:3 |

## Persönliches
Sophia ist die Tochter von Philippe Biolay und Myriam Padovani. Ihre Heimatstadt ist Reims.